# Assassinat d'Alexandre Ier de Yougoslavie
 (avril 2010).
Si vous disposez d'ouvrages ou d'articles de référence ou si vous connaissez des sites web de qualité traitant du thème abordé ici, merci de compléter l'article en donnant les références utiles à sa vérifiabilité et en les liant à la section « Notes et références ».
L'assassinat d'Alexandre Ier, roi de Yougoslavie, a eu lieu le 9 octobre 1934, à Marseille, au début d'un voyage officiel en France. Peu après son débarquement au Vieux-Port et alors qu'il remonte en cortège automobile vers la préfecture, le roi Alexandre Ier est tué par les tirs d'un nationaliste bulgare membre de l'Organisation révolutionnaire intérieure macédonienne, Vlado Tchernozemski (alias Velitchko Dimitrov Kerin), qui aurait agi pour le compte des Oustachis (nationalistes croates). La fusillade consécutive avec la police coûte également la vie à Louis Barthou, le ministre français des Affaires étrangères, victime d'une balle perdue. Dix-neuf personnes sont blessées : dix dans le cortège, dont le général Georges sérieusement, et neuf parmi la foule venue voir le roi, dont quatre le sont mortellement. L’assassin auteur du régicide meurt de ses blessures le lendemain.

## Visite du roi

### Les raisons de la visite du roi
Répondant à une invitation officielle de Paris, cette visite avait pour but de renforcer l'amitié entre la France et le royaume de Yougoslavie face à la montée en puissance de l'Allemagne hitlérienne et de l'Italie mussolinienne qui créaient un état permanent de tension, source de nouveaux conflits potentiels.
La Yougoslavie avait déjà dû faire face aux visées expansionnistes de l'Italie sur la zone nord de ses frontières. De son côté, Louis Barthou, le ministre français des Affaires étrangères, espérait, par une chaîne d'accords entourant les deux États totalitaires, empêcher le rapprochement de l'Italie et de l'Allemagne.

### État d'esprit des Oustachis
Depuis l’exil d'Ante Pavelić en 1929, provoqué par la dissolution du Parlement et la suspension de la Constitution par le roi Alexandre répondant à l'assassinat, en pleine assemblée, de Stjepan Radić par Puniša Račić, le mouvement des Oustachis devint de plus en plus radical. Pavelic signa une convention avec l'Organisation révolutionnaire intérieure macédonienne, ce qui lui valut une condamnation à mort par contumace pour atteinte à la sureté de l’État.
Au cours des derniers mois avant l'attentat, une propagande de plus en plus violente de la part des Oustachis et de leurs sympathisants fut publiée, appelant au terrorisme,, certains articles de presse étant même des appels directs au régicide, tels qu'une résolution par l'Union centrale croate de Seraing du 1er avril 1934, rendue publique le 16,,,,,,,.
Le 6 juillet 1934, la Nezavisna Hrvatska Drzava publia un article appelant les Oustachis à détruire « la dynastie et l’État »,.
Un autre texte, publié le 16 aout 1934, englobe encore plus de personnes dans la liste des personnes à éliminer, appelant, en plus du roi Alexandre, à la mort de Louis Barthou, Nicolae Titulescu et Edvard Beneš,. Les consuls roumain et tchécoslovaque avertissent leurs capitales.

### Organisation du voyage

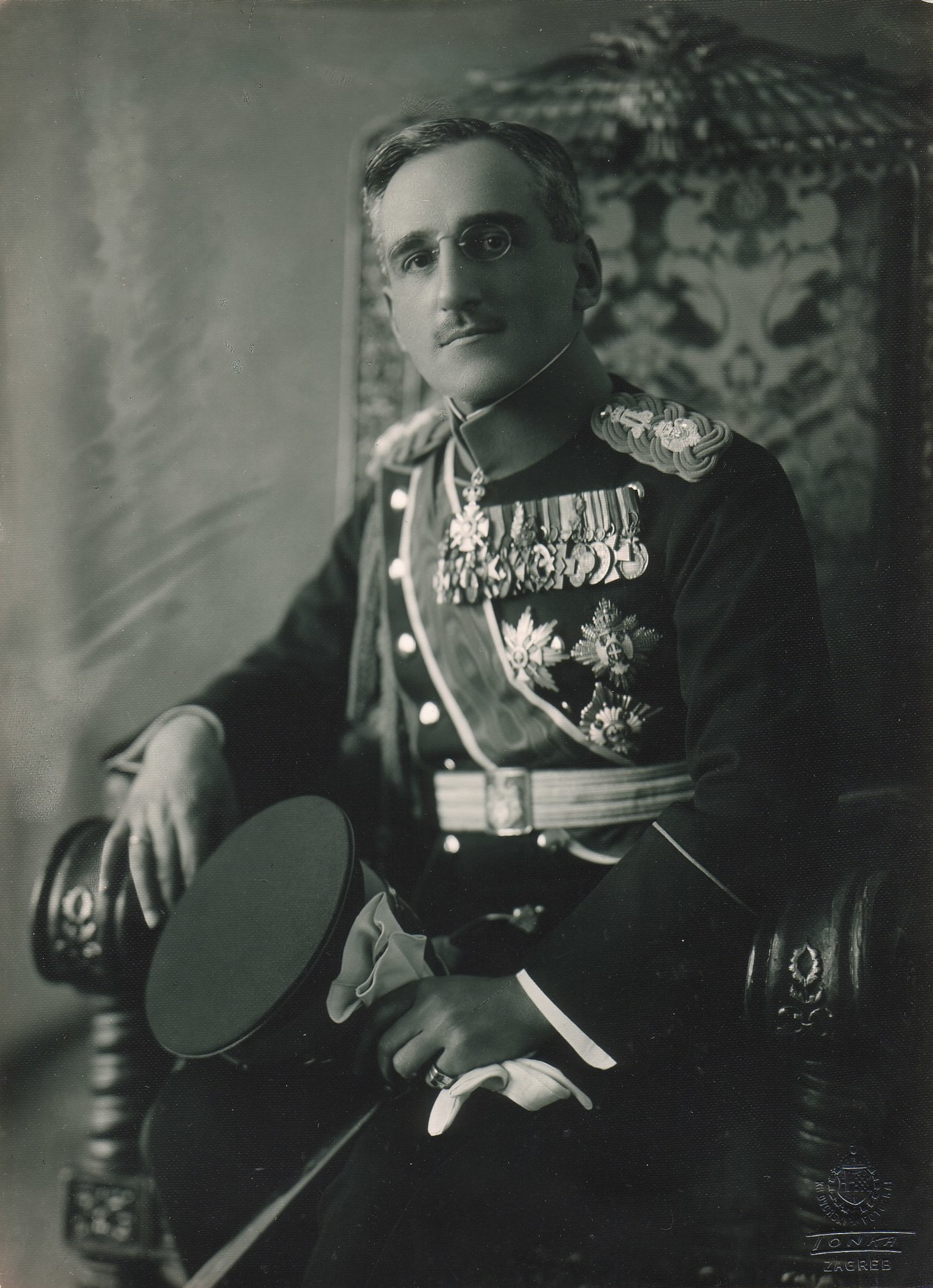
Le roi Alexandre Ier.

Le gouvernement français dépêche deux de ses ministres les plus importants à Marseille pour accueillir le roi Alexandre Ier : le ministre des Affaires étrangères, Louis Barthou, et le ministre de la Marine, François Piétri. La réception est organisée depuis Paris par le contrôleur général Sisteron, qui détient les pleins pouvoirs, épaulé par le directeur de la Sûreté nationale, Jean Berthoin.
Pour assurer la protection du souverain, 1 500 gardiens de la paix, plusieurs compagnies de gendarmes à pied et 200 inspecteurs en civil sont envoyés à Marseille. La police a aussi placé sous contrôle deux cents ressortissants d’Europe centrale et en a arrêté une vingtaine d’autres, ceux jugés les plus dangereux. Le roi a en effet échappé à un attentat meurtrier en Yougoslavie quelques mois auparavant et les organisations révolutionnaires se montrent de plus en plus menaçantes à l'égard du souverain. Quelques jours avant la visite, le bruit court même dans le port de Marseille qu'un attentat se prépare. Le général Béthouart, conseiller militaire en Yougoslavie, persuadé qu’un attentat se préparait sur le sol français contre Alexandre Ier, a d'ailleurs alerté les autorités à ce sujet[réf. nécessaire].
Pour se rendre du Vieux-Port, où il va débarquer, jusqu'à l'hôtel de préfecture où le roi doit participer à un goûter organisé par l'épouse du préfet, Mme Jouhannaud, les organisateurs ont prévu un large périple à travers la ville : Canebière, rue Saint-Ferréol, rue Armény, cours Pierre-Puget, Corderie, dépôt de gerbe aux monuments consacrés aux morts d'Orient, corniche et enfin retour vers la préfecture par les deux branches du Prado et la rue de Rome. Une foule importante se presse pour voir le souverain. La Canebière et la rue Saint-Ferréol, trajet que doit emprunter le cortège officiel, sont noires de monde.
Le roi doit se rendre le soir même à la gare Saint-Charles où l'attend un train spécial pour l'amener dans la nuit à Paris. Il doit y rencontrer le Président du Conseil, Gaston Doumergue, ainsi que le Président de la République, Albert Lebrun.

### Départ de Yougoslavie
Le roi Alexandre Ier s'embarque à Zelenika, un petit port du Monténégro, le 6 octobre 1934, à bord du destroyer Dubrovnik (en). La reine Marie de Roumanie, souffrant d'une lithiase biliaire, craint que le mal de mer ne déclenche une nouvelle crise. Au dernier moment, elle décide de gagner la France par le train. Au moment de l'appareillage, le chargé d'affaires français en Yougoslavie, M. Knobel, monte à bord pour souhaiter une bonne mer au roi et lui déclare  : « Vous allez trouver en France quarante millions d'amis ! »; le roi répliqua « Et peut-être aussi quelques-uns de mes ennemis les plus acharnés ! »[réf. nécessaire].
Lorsque le Dubrovnik franchît les Bouches de Bonifacio, une escadre française l'escorte jusqu'à Marseille.

### Arrivée à Marseille

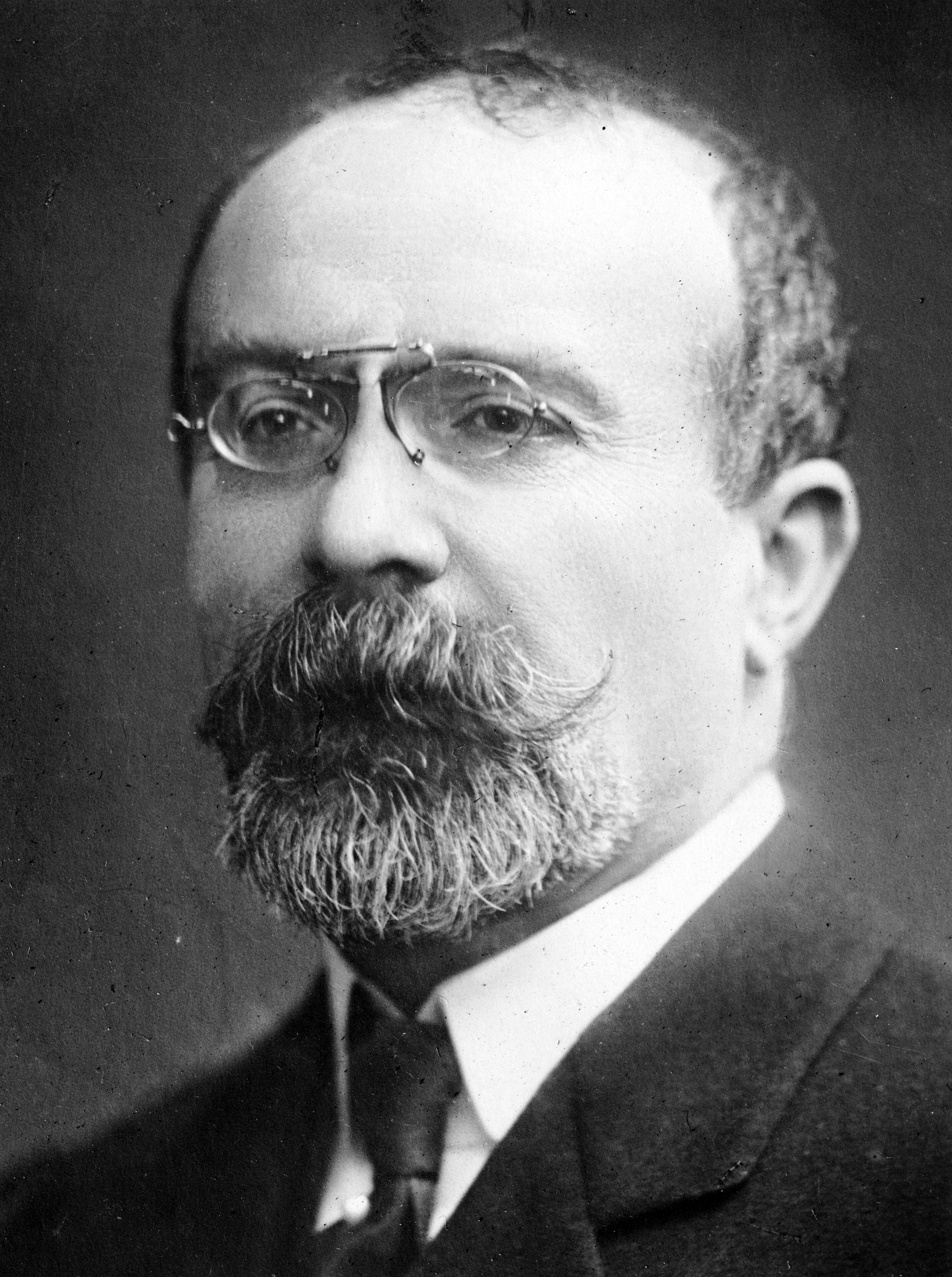
Louis Barthou, ministre français des Affaires étrangères.

Le mardi 9 octobre 1934, à seize heures, les navires d'escorte du Dubrovnik, le Colbert et le Duquesne, entrent dans le port en tirant plusieurs salves d'honneur tandis que les cloches de la ville, dominées par le bourdon de Notre-Dame-de-la-Garde, se mettent à sonner.
Une vedette blanche, avec à son bord le ministre de la Marine, François Piétri, accompagné du consul général de Yougoslavie, gagne le destroyer yougoslave. Le consul, inquiet pour la sécurité du roi et trouvant le programme marseillais trop chargé, tente de décourager le roi de descendre à terre. Mais le roi reste intraitable, déclarant : « La population m'attend. Barthou m'attend. Un Karageorgévitch ne doit pas reculer. »
La délégation, menée par le roi Alexandre Ier et le ministre yougoslave des Affaires étrangères, Bogoljub Jevtitch (en), embarque à bord de la vedette royale, qui accoste au quai des Belges, au fond du Vieux-Port de Marseille.
Le roi porte l'uniforme d'amiral de la marine yougoslave, barré du ruban rouge de la Légion d'honneur, une épée à garde d'or et un bicorne à aigrettes blanches. Il avait refusé de porter son gilet pare-balles en acier sous l'uniforme, arguant que celui-ci gênait ses mouvements.
Sur le quai, Louis Barthou les attend en compagnie de la délégation française composée du vice-amiral Charles Alain Marie Berthelot et du général Georges, chargé d'accompagner le souverain durant son séjour sur le territoire français. Un peu à l'écart se tient une délégation d'anciens combattants. Après avoir débarqué, la délégation écoute la musique militaire de l'hymne yougoslave (en) puis de La Marseillaise.

## Assassinat

### Départ du cortège
Pour le départ vers la préfecture, les autorités organisatrices ont décidé de placer le roi dans une Delage DM noire, immatriculée 6068 CA 6, découverte et sans protection, le toit abaissé au-dessus des sièges arrière. La voiture reste immobilisée de longues minutes, probablement pour permettre aux photographes et aux cadreurs de prendre quelques plans supplémentaires. Les images tournées à ce moment-là pour les actualités montrent l'expression préoccupée du roi.
Le roi Alexandre Ier s'assied à droite, Louis Barthou à gauche, et le général Georges s'installe dos à la marche, sur le strapontin. La voiture est conduite par le chauffeur Foissac.
La route est ouverte par une voiture de police dans laquelle ont pris place le directeur de la Sûreté nationale Jean Berthoin et le contrôleur général Sisteron. Les deux hommes contrôlent ainsi au plus près la sécurité du roi. Elle est suivie d'un peloton de dix-huit gardes mobiles à cheval, en grande tenue. Vient ensuite la voiture royale, escortée par un rempart symbolique de deux officiers à cheval, le lieutenant-colonel Piollet, du 14e RI à droite, et le commandant Vigouroux de la Garde mobile à gauche. Le convoi officiel est fermé par un peloton d'agents cyclistes. Cette disposition a été décidée par les autorités pour permettre aux curieux de voir le roi. La préoccupation essentielle de la France est de faire de ce voyage un succès. Par conséquent, seuls ces deux cavaliers protègent les flancs de la voiture.
À la vitesse de huit kilomètres à l’heure, le convoi s'engage sur la Canebière où la foule déborde des trottoirs, mal contenue par un service d'ordre défaillant. Les autorités ont prévu de placer un agent tous les deux mètres mais c'est seulement tous les cinq mètres qu'ils sont finalement disposés.

### Seize heures quinze

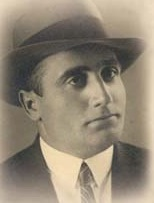
Vlado Tchernozemski, l'assassin du roi.

À 16 h 15 précises, le cortège passe devant la Chambre de commerce, le palais de la Bourse. Le petit kiosque des services de police qui s'élève face au palais, dans un coin du square Puget (maintenant place du Général-de-Gaulle), sert de piédestal aux curieux juchés sur son toit. Appuyé au mur de ce poste, Vlado Tchernozemski attend. Contrairement à ce qui est souvent écrit[Par qui ?], Vlado Tchernozemski n'était pas membre de l'association terroriste des Oustachis (« les insurgés ») et n'avait aucun lien de parenté avec la Croatie ; c'était un nationaliste bulgare, membre de l'Organisation révolutionnaire intérieure macédonienne[réf. nécessaire].
Tchernozemski s'élance quand la voiture royale passe à sa hauteur. De forte corpulence, il court sur la chaussée vers la voiture royale tout en criant : « Vive le roi ! ». Le lieutenant-colonel Piollet, surpris, prend l'intrus pour un photographe. Au moment même où le militaire fait virevolter son cheval pour le chasser, le général Georges, tête baissée, note la direction que prenait le convoi. Il ne voit donc pas l'homme bondir sur le marchepied de la voiture. De la main gauche, Tchernozemski s'agrippe au montant de la portière tandis que de la droite, il sort de sa ceinture un pistolet automatique, un Mauser Schnellfeuer de calibre 7.63 avec un chargeur garni de dix balles, acheté à Trieste quelques jours avant. Cachée sur lui, il portait une deuxième arme, un Walther de calibre 7.65, dont il ne se servit pas. Il ouvre le feu, tirant en rafale sur le roi qui s'affaisse sur la droite du coupé, grièvement blessé à la poitrine.
Tchernozemski continue à tirer : le général Alphonse Georges est à son tour atteint par deux balles alors qu'il tente de s'interposer. Le lieutenant-colonel Piollet, ayant enfin réussi à faire tourner sa monture, frappe l'agresseur avec son sabre. Foissac, de son côté, après avoir arrêté la voiture, saisit l'homme par son veston, tentant, tant bien que mal, de le maintenir. Mais rien ne semble pouvoir arrêter l'assassin qui abat un agent qui accourait.
De partout, la police, la troupe, les membres du cortège se précipitent dans un désordre indescriptible. On aperçoit, courant dans la mêlée, le ministre Jevtitch (en).
Le service d'ordre ouvre alors le feu dans tous les sens, de la manière la plus désordonnée qui soit, transformant le désordre en panique. La foule reflue pour se mettre à l’abri de la fusillade. Des corps tombent. Une femme est mortellement blessée, de même que Louis Barthou. D'autres personnes sont moins gravement atteintes. Le lieutenant-colonel Piollet tente de faire revenir l'ordre.
Assommé, criblé de balles, plusieurs fois sabré, piétiné, Vlado Tchernozemski s'écroule sans connaissance. Il est immédiatement traîné, agonisant, dans le petit poste de police du square de la Bourse avant d'être transféré dans les locaux de la Sûreté où il meurt vers 19 heures.
Le ministre Jevitch saute dans la Delage. Il dégrafe l'uniforme du roi pour tenter d’évaluer la gravité des blessures, découvrant sa poitrine ensanglantée.
Quelques instants après l'attentat, certains marins du Dubrovnik, fous de colère et de tristesse, envisagent de bombarder la ville.

### Mort de Louis Barthou
Autour de la voiture, on s'agitait pour essayer de porter secours aux blessés. Le général Georges fut transporté à l'hôpital militaire. Un gendarme souleva Louis Barthou, le hissant dans une des voitures maintenant vide du cortège, ordonnant à son chauffeur de l'amener d'urgence à l'Hôtel-Dieu, l'hôpital le plus proche des lieux du crime. Le ministre gardait encore un peu de lucidité, s'inquiétant du sort de son illustre passager : « Pour moi, ce n'est rien, mais le roi ! Comment est le roi ? » avant de soudain se rappeler l'existence… de son portefeuille et de ses lorgnons : « Et mon portefeuille et mon lorgnon ? Ah sapristi, où est mon lorgnon ? ». Puis il perdit connaissance, inondé de son sang. Lorsqu'il arriva à l'Hôtel-Dieu, il était à l'agonie. Une des balles avait sectionné son artère humérale et il s'était vidé de son sang. Les médecins décidèrent d'intervenir chirurgicalement en liant l'artère sectionnée puis en lui faisant une transfusion mais Louis Barthou s'éteignit quelques secondes plus tard, avant même que les médecins aient pu tenter le moindre geste pour le sauver. 
Le rapport balistique Mondanel fait sur la balle trouvée dans le dossier de la voiture, à l'emplacement où se trouvait Louis Barthou, rédigé en 1935 mais qui ne fut accessible au public qu'en 1974 et publié pour la première fois par l'historien belge Jacques de Launay, révéla que le ministre avait bien été touché par une balle blindée en cuivre, de calibre 8 mm, modèle 1892, calibre et modèle utilisés par la police française, et de calibre différent des deux armes du nationaliste macédonien.

### Mort du roi

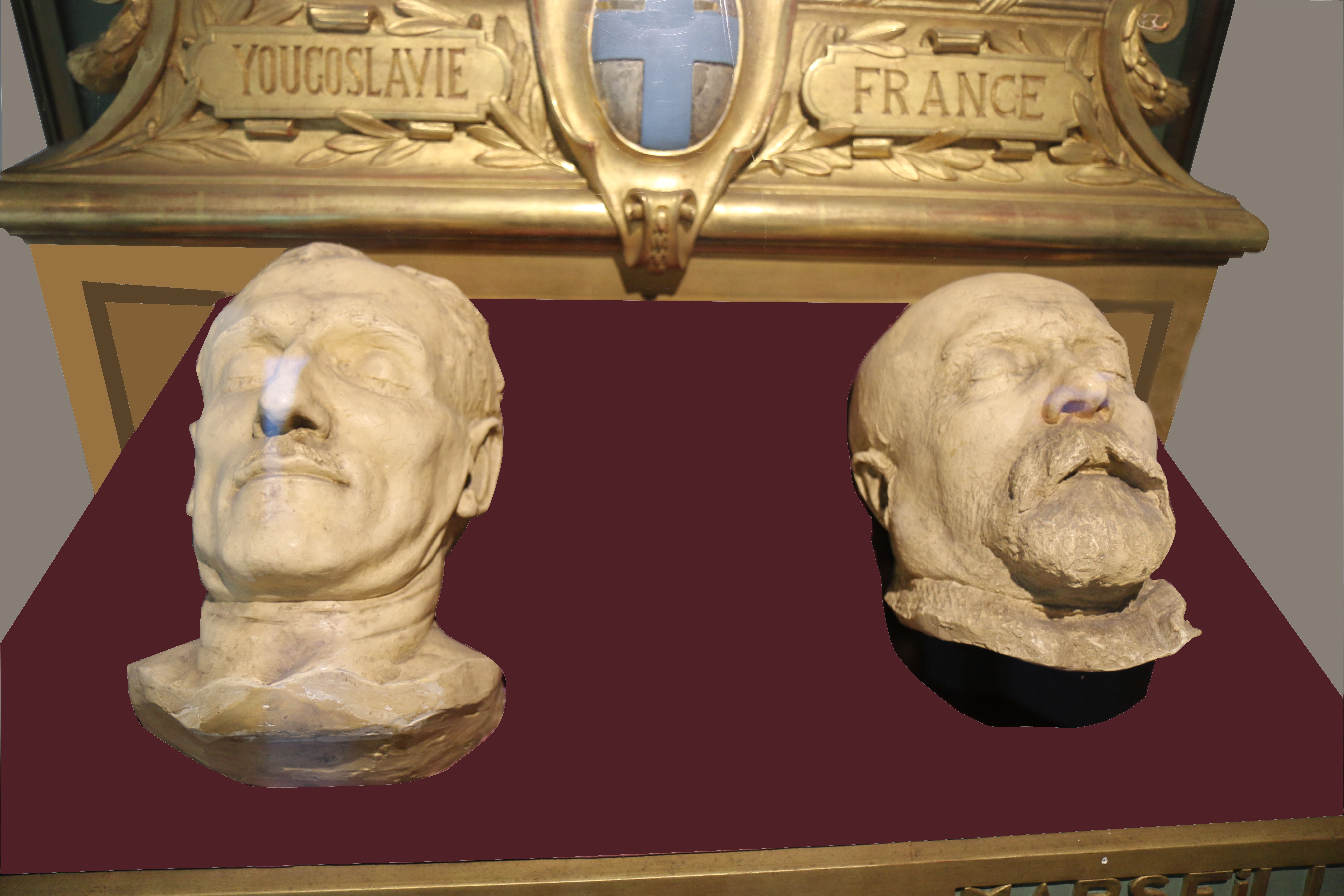
Masques funéraires du roi Alexandre Ier et de Louis Barthou (Musée d'histoire de Marseille).

La Delage amena le roi à vive allure non à l'hôpital, mais à la préfecture, passant par la rue Saint-Ferréol, ignorant la foule qui ne soupçonnait pas le drame qui se jouait, évitant sans le savoir le second terroriste qui attendait, une bombe cachée sur lui. Un officier serbe en tenue, debout sur le marchepied de la Delage, soutenait la tête du roi.
La voiture s'engouffra dans la préfecture dont on ferma la porte à double battant. Dans les salons de la préfecture un petit canapé accueillit le roi agonisant. Mais un problème se posait, on manquait de médecins. Parmi la foule qui se presse place Saint-Ferréol se trouvait le médecin commandant Herivaux qui tenta, avec deux autres confrères, dont le docteur Marcel Coste, de sauver le roi, sans succès. Moins d'une heure après son arrivée triomphale sur le quai des Belges, Alexandre Ier expirait.

### Arrivée de la reine Marie
Le matin du 10 octobre 1934, le train spécial de la reine Marie de Yougoslavie entre en gare Saint-Charles. Elle devait rejoindre son mari directement à Paris. Il avait été détourné la veille au soir, lors de son passage de la frontière française, dans la région de Besançon.
Le préfet du Doubs, Louis de Peretti della Rocca, s'était présenté devant la reine, porteur du message funeste. En proie à une vive agitation (qui nécessita l'intervention d'un médecin à Lons-le-Saunier), elle eut cette phrase :
« Ma seule consolation est de penser que mon mari est mort sur cette terre de France, le pays qu'il aimait le plus après le sien ! »
Un nouveau cortège officiel transféra la reine de la gare Saint-Charles à la préfecture. Le Grand salon avait été transformé en chapelle ardente, le roi et Louis Barthou reposant côte à côte. Peu après l'arrivée de la reine, ce fut le tour du président de la République française, Albert Lebrun, accompagné de plusieurs membres du gouvernement dont Édouard Herriot et André Tardieu. Ils étaient partis la veille au soir de la capitale par train spécial.

## Après l'assassinat

### Sanctions et conséquences politiques
Alors que Le Petit Marseillais paraît, un large filet noir entourant sa une, et avant même l'arrivée à Marseille des représentants de l'État, des sanctions ont été prises : la démission d'Albert Sarraut, l'un des plus impopulaires ministres de l'Intérieur de la IIIe République et celle de M. Berthoin, directeur de la Sécurité nationale, mais aussi la mise à la retraite de plusieurs dirigeants et la suspension du préfet.
Ces sanctions auront aussi une conséquence inattendue puisque le gouvernement Doumergue, privé de ses deux fortes personnalités (Barthou assassiné et Sarraut démissionnaire), penchera vers la droite tandis que dans les rues les ligues factieuses s'agitent. Gaston Doumergue fera appel à Pierre Laval comme ministre des Affaires étrangères et à Paul Marchandeau pour remplacer Sarraut à l'Intérieur. Ce changement politique entraînera la démission de Gaston Doumergue, le 8 novembre 1934, un mois après l'assassinat.
Le président Albert Lebrun fera appel à Pierre Flandin, chef de l'Alliance démocratique, un parti de droite, pour former le nouveau gouvernement composé de radicaux et de modérés.
Un deuil national d'un mois est décrété par le gouvernement. Les obsèques nationales de Barthou ont lieu le samedi 13 octobre.
Du côté de la Yougoslavie, le fils d'Alexandre, Pierre II, devient roi, mais, âgé de 11 ans, il est trop jeune pour régner. Un conseil de régence est créé, présidé par le prince Paul, cousin germain du roi défunt. Celui-ci tente d'apaiser pacifiquement les tensions en Yougoslavie en faisant évoluer le pays vers un régime plus démocratique, puis en accordant leur autonomie aux Croates en 1939 et aux Slovènes en 1940. Mais il est contraint de composer avec Hitler et le pays est entraîné dans la guerre en 1941.

### Départ des dépouilles
Alors qu'en début d'après-midi, un cortège funèbre ramenait au Dubrovnik la dépouille royale en faisant en sens inverse le trajet de la veille, nombreux furent ceux qui raillèrent le déploiement exagéré des forces de police. Parvenu au ponton, le cercueil fut solennellement remis par les officiers français aux officiers yougoslaves, puis hissé à bord du destroyer. Après avoir pris congé du président Lebrun, la reine regagna avec sa suite le Dubrovnik qui reprit bientôt la mer, encadré par les croiseurs français Colbert et Duquesne.  
Lorsque le croiseur se présenta dans les eaux italiennes pour franchir le détroit de Messine, il fut escorté cérémonieusement par la flotte italienne. Mais, à ce moment-là, l'implication italienne n'était pas encore soupçonnée. Ce geste fut toutefois apprécié par les Britanniques qui virent là le désir du Duce d'éviter une rupture des relations entre la Yougoslavie et l'Italie.
Au même moment, à la gare Saint-Charles, le cercueil drapé de tricolore où reposait Louis Barthou fut déposé dans une voiture à destination de la capitale. Grièvement blessé, Vlado Tchernozemski mourut quelques heures plus tard et fut enterré dans un lieu secret.
Le 17 octobre 1934 furent célébrées à Belgrade les obsèques solennelles d'Alexandre Ier de Yougoslavie, en présence du président Albert Lebrun. Sur le parcours du cortège funèbre se pressait une foule immense.

### Autres victimes
Après la fusillade, on dénombra dix victimes dans le cortège royal. Dans la foule qui se pressait sur les trottoirs, neuf autres personnes furent atteintes par des balles perdues. Quatre d’entre elles succombèrent à leurs blessures dans les jours suivant l’attentat dont Yolande Farris, âgée de 20 ans à peine, serveuse dans une brasserie de la place Castellane, venue devant le palais de la Bourse pour voir le roi. Elle fut atteinte par une balle perdue et décéda à l’Hôtel-Dieu le 11 octobre 1934. Mmes Dumazet et Durbec, venues elles aussi pour voir le roi, trouvèrent également la mort.

### Procès
Le cadre diplomatique du procès étant complexe, le successeur de Barthou, Pierre Laval, souhaita la mise en place d'une cour pénale internationale. Finalement, la France tint un procès où comparaissaient trois des six accusés : Zvonimir Pospišil, Moi Kralj et Ivan Rajk. En effet, les trois dirigeants des Oustachis étaient protégés par d'autres pays qui refusaient de les extrader, l'Italie pour Ante Pavelić et Dido Kvaternik et l'Autriche pour Ivo Perčević. 
Les trois accusés présents furent condamnés aux travaux forcés à perpétuité et ceux jugés par contumace à la peine de mort. En 1940, ils sont libérés par les forces allemandes, sauf Pospišil qui mourut en prison.

### Monument commémoratif
En 1938 a été érigé à Marseille un imposant monument commémoratif au roi Alexandre Ier de Yougoslavie et à Louis Barthou, dans le 6e arrondissement, à l'angle de la place de la Préfecture et de la rue de Rome. Une cérémonie pour la commémoration du 80e anniversaire de l'attentat en 2014 s'y est déroulée.